# Pachomiusz (Gačić)
Pachomiusz, imię świeckie Tomislav Gačić (ur. 17 października 1952 w Čečavie) – serbski biskup prawosławny.

## Życiorys
Po odbyciu nowicjatu w monasterach Ozren i Visoki Dečani w 1973 złożył w tym ostatnim klasztorze wieczyste śluby mnisze. Biskup raszko-prizreński Paweł (Stojčević) wyświęcił go na hierodiakona. Ukończył seminarium Świętych Cyryla i Metodego w Prizrenie, a następnie wydział teologiczny Uniwersytetu Ateńskiego (w 1980). Po powrocie do Serbii został wyświęcony na hieromnicha przez biskupa slawońskiego Emiliana, w monasterze Wprowadzenia Matki Bożej do Świątyni w Belgradzie. W ciągu kolejnych dwóch lat kontynuował studia teologiczne i przebywał w różnych klasztorach w Palestynie, Egipcie, na Synaju, górze Athos oraz w Japonii.
W 1982 został przełożonym monasteru Banje. Po trzech latach przeniesiony na analogiczną funkcję w monasterze Papraće. 28 maja 1992 otrzymał nominację na biskupa Vranje. 23 sierpnia 1992 miała miejsce jego chirotonia biskupa.
W 2003 został oskarżony o molestowanie seksualne czterech nastolatków, z których najmłodszy miał 13 lat. Nie przyznał się do winy, twierdząc, że padł ofiarą antyklerykalnego i antypatriotycznego spisku. Po czteroletnim procesie został uniewinniony; Sąd Najwyższy Serbii uznał jednak, iż wyrok ten był niezgodny z prawem, nie mogąc zarządzić ponownego rozpoczęcia procesu. Nowe zarzuty przeciwko niemu, także o molestowanie nieletniego, powtarzające się przez dziewięć lat, zostały wysunięte w 2013.